# Galeria Program
Galeria Program / Fundacja Promocji Sztuki Współczesnej – galeria sztuki współczesnej, z siedzibą w Warszawie, przy ulicy Gen. Andersa 13; istniejąca od 2002 r. Dyrektorami są Aneta Marcinkowska-Muszyńska i Marcin Muszyński.

## Cele
Galeria Program prowadzi aktywną działalność wystawienniczą kładąc akcent na projekty społeczne umacniające znaczenie sztuki dla współczesności. Zorganizowała ponad 60 wystaw indywidualnych i problemowych oraz innych realizacji wystawienniczych. Współpracuje z artystami młodego i średniego pokolenia.

## Uczestnictwo w projektach
W ramach Fundacji Promocji Sztuki Współczesnej, Galeria współpracuje przy następujących projektach:
- Akcja ratowania i aktywizacji dzieł polskiej sztuki nowoczesnej, będących w stanie zagrożenia w wyniku zaniedbań okresu komunizmu w zbiorach publicznych 2007-2009
- Aktywizacja programów edukacyjnych w zakresie sztuki współczesnej, kursy wiedzy o sztuce
- Wydawanie periodyku Warsaw Art Notebook 2006-2007
- Aktywizacja przestrzeni publicznej w Polsce w innowacyjnych wielkoformatowych akcjach – wystawa Piętra Sztuki 2003
- Działalność wydawnicza o tematyce sztuki współczesnej – ponad 20 publikacji
- Promocja debiutów artystycznych – projekt „hARTownia”[2]

## Artyści współpracujący
(wg źródeł)
- Aleksandra Czerniawska
- Mariusz Tarkawian
- Maess
- Michał Smandek
- Michał Szuszkiewicz
- Bartosz Kokosiński
- Marcin Łuczkowski